# Alceu Valença
Alceu de Paiva Valença (São Bento do Una (Pernambuco), 1 juli 1946) is een singer-songwriter afkomstig uit het immer door droogte geteisterde noordoosten van Brazilië.
Valença brengt regionale stijlen als maracatu, frevo (Pernambucano), forró, baião, xote, xaxado, niet zelden in een mix met stromingen uit de popmuziek: rock, blues, ballads.
Samen met schrijver en frevo-specialist José Michiles heeft Valença het carnaval van Olinda en Recife van menige frevo voorzien (Vampira, Diabo Louro, Fazendo Fumaça, Roda e Avisa, Me Segura que Senão Eu Caio, Bom Demais).
Zoals veel Pernambucanen mag Valença graag inspelen op de historische band die tussen Nederland en Brazilië (Olinda) bestaat (Pirata José, Moinhos). In 1984 heeft hij een album, Mágico, in Nederland opgenomen.
In 1992 trad Valença op in Amsterdam (de set: Papagaio do Futuro, Maracatu, Ateu Comovido, Quando Eduim Desce a Ribeira, Cavalo de Pau, Como Dois Animais, Tropicana, Anunciação, Anjo Avesso, Desejo, 7 Desejos, Belle de Jour, Tomara, Vem Morena / O Canto da Ema, Diabo Louro en als toegift nog een keer Tropicana). Op 18 juli 2015 trad Valença weer op in Amsterdam in het Muziekgebouw aan 't IJ.
Met de release van Três Tons de Alceu Valença, een box met Cinco Sentidos (1981), Anjo Avesso (1983) en Mágico (1984) staat al het solowerk van Valença in 2013 helemaal op cd.

## Discografie

### LP
- Alceu Valença & Geraldo Azevedo (ook wel Quadrafônico) (1972)
- A Noite do Espantalho (soundtrack van de film van Sérgio Ricardo, met Alceu Valença en Geraldo Azevedo) (1974)
- Molhado de Suor (1974)
- Vivo! (1976)
- Espelho Cristalino (1977)
- Coração Bobo (1980)
- Cinco Sentidos (1981)
- Cavalo de Pau (1982)
- Anjo Avesso (1983)
- Mágico (1984)
- Estação da Luz (1985)
- Ao Vivo (1986)
- Rubi (1986)
- Leque Moleque (1987)
- Oropa, França e Bahia (1988) - ao vivo no Scala 1, Rio de Janeiro
- Andar Andar (1990)
- 7 Desejos (1992)

### CD
- Quadrafônico (oorspronkelijk Alceu Valença & Geraldo Azevedo) (1972)
- Molhado de Suor (1974)
- Vivo! (1976)
- Espelho Cristalino (1977)
- Saudade de Pernambuco (1979, pas uitgebracht in 1998 als bijlage van de krant Jornal da Tarde)
- Coração Bobo (1980)
- Cinco Sentidos (1981) (in de cd box Três Tons de Alceu Valença)
- Cavalo de Pau (1982)
- Anjo Avesso (1983) (in de cd box Três Tons de Alceu Valença)
- Mágico (1984) (in de cd box Três Tons de Alceu Valença)
- Estação da Luz (1985)
- Ao Vivo (1986)
- Rubi (1986)
- Leque Moleque (1987)
- Oropa, França e Bahia (1988) - ao vivo no Scala 1, Rio de Janeiro
- Andar Andar (1990)
- 7 Desejos (1992)
- Maracatus, Batuques e Ladeiras (1994)
- O Grande Encontro (1996) - live met Elba Ramalho, Geraldo Azevedo en Zé Ramalho
- Sol e Chuva (1997)
- Forró de Todos os Tempos (1998)
- Todos os Cantos (1999) - ao vivo em Olinda, Recife, Montreux
- Forró Lunar (2001)
- De Janeiro a Janeiro (2002)
- Ao Vivo em Todos os Sentidos (2003)
- Na Embolada do Tempo (2005)
- Marco Zero ao Vivo (2006)
- Ciranda Mourisca (2009)
- Amigo da Arte (2014)
- Valencianas (2014) live met Orquestra Ouro Preto

## Galerij

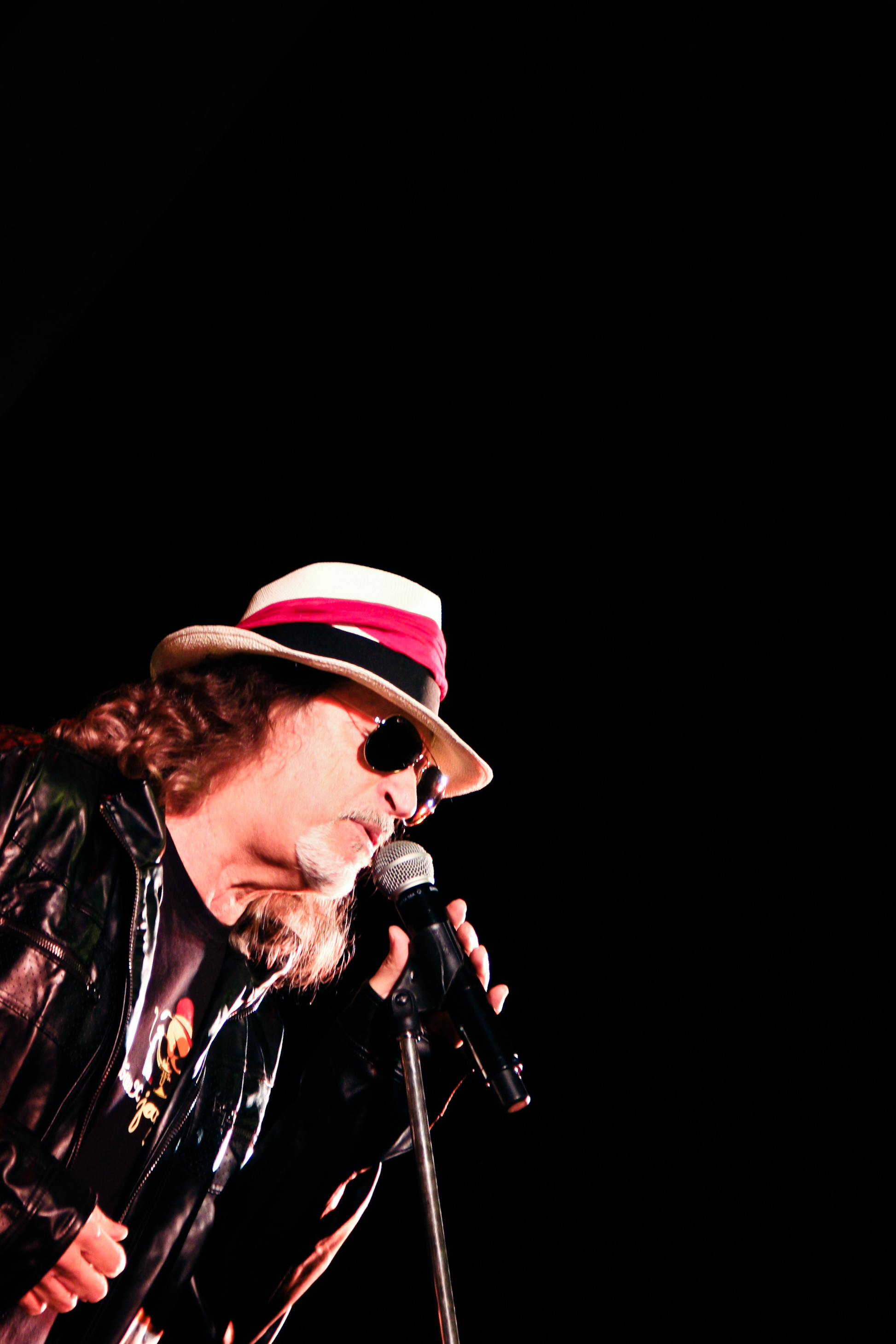
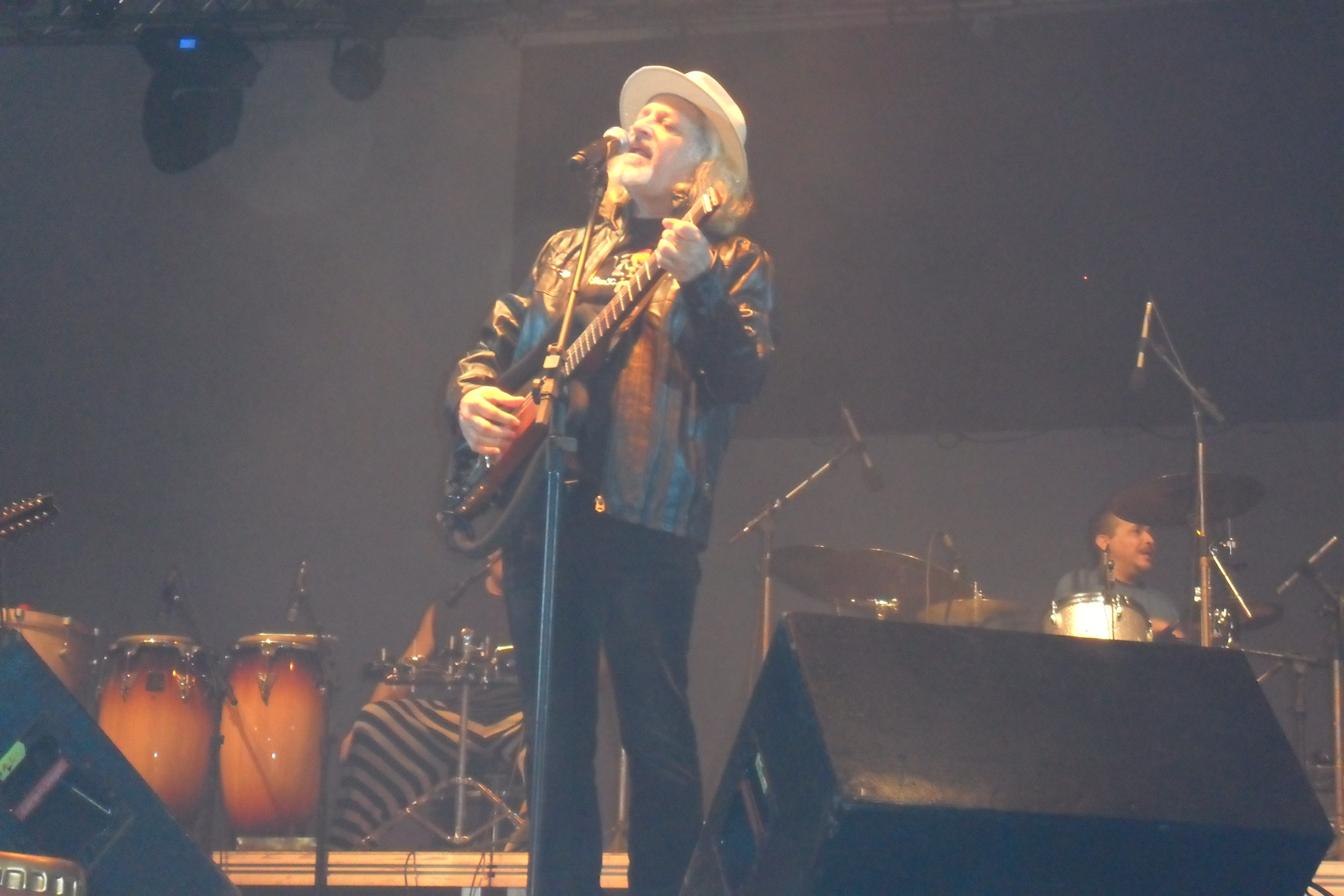
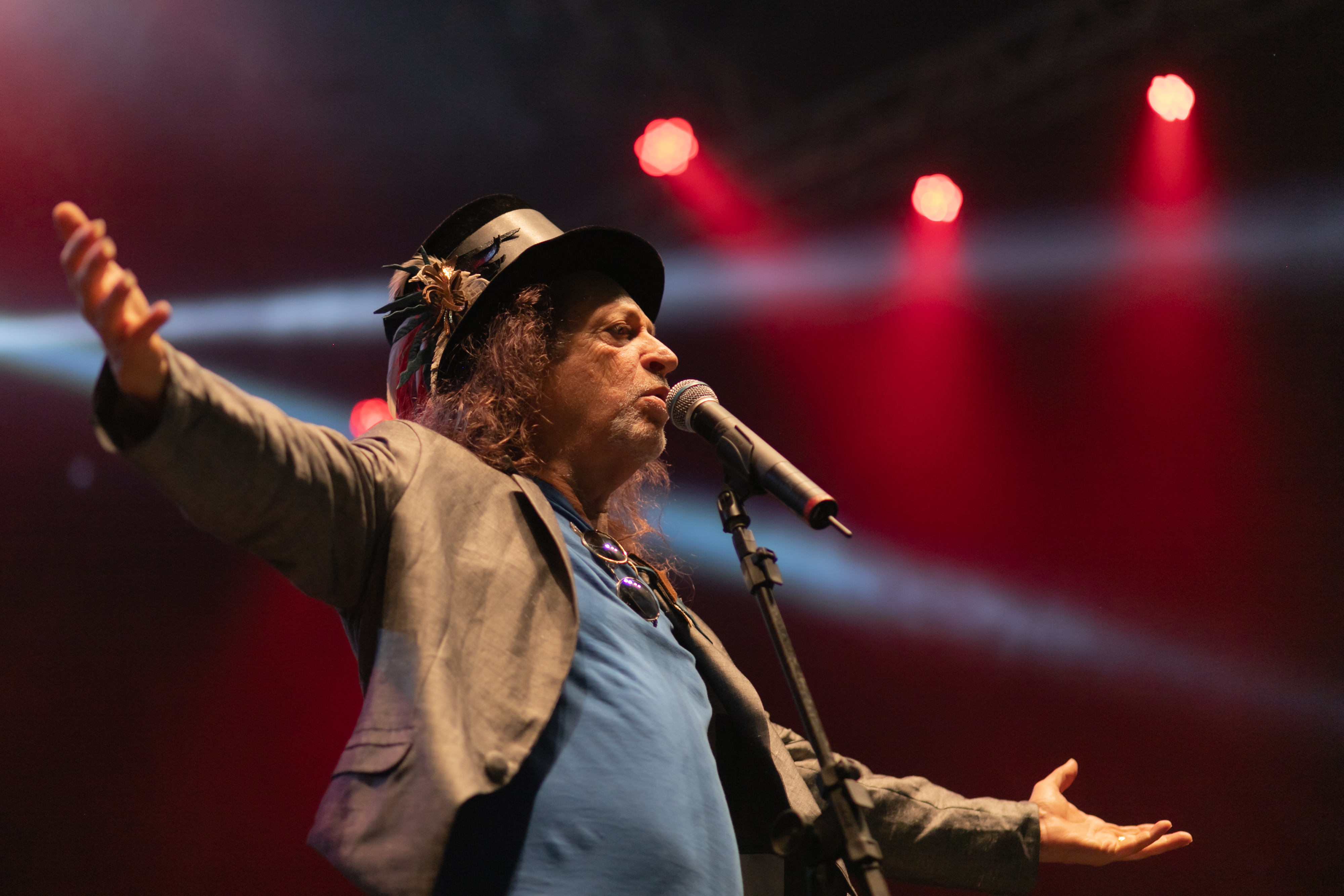
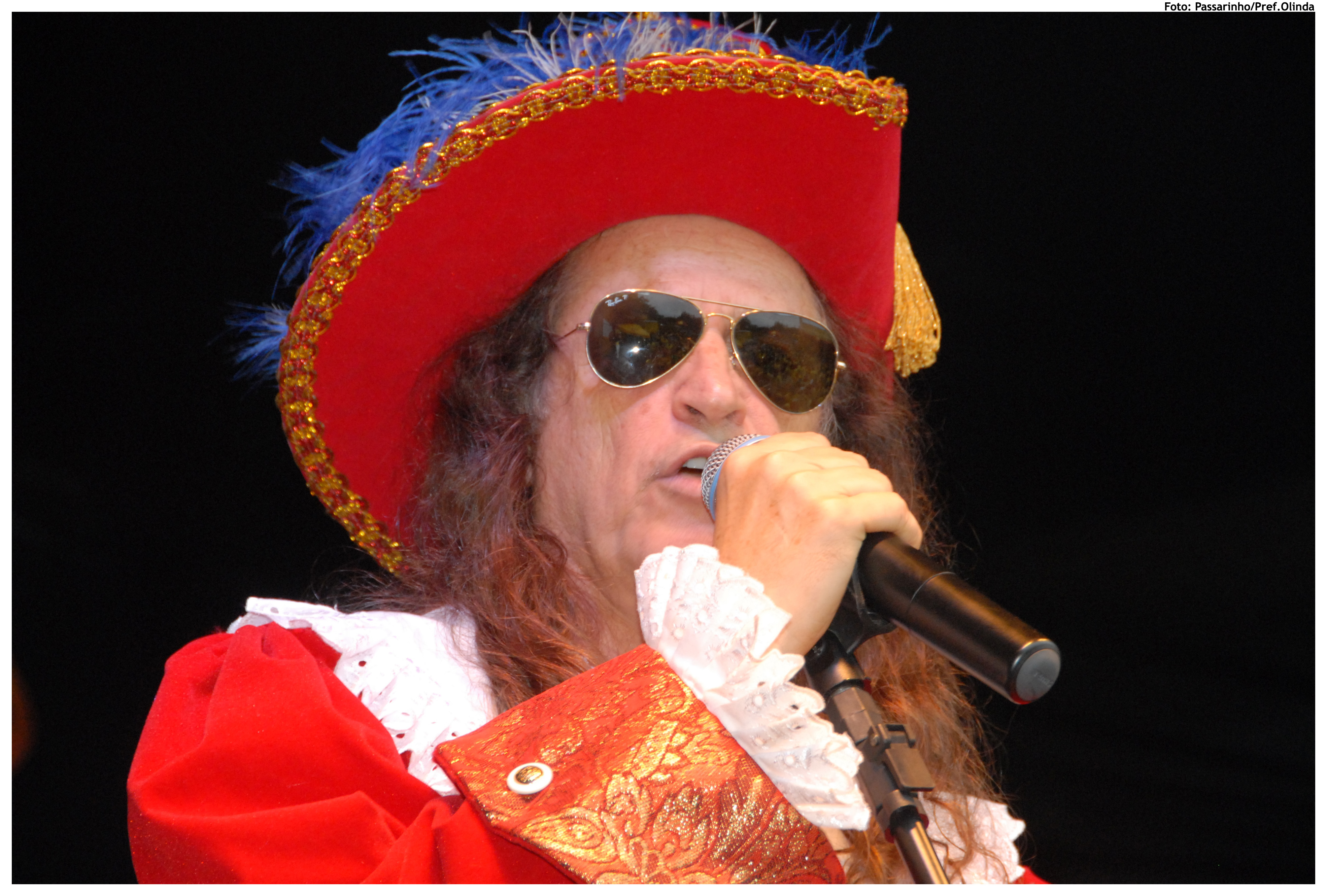

### DVD
- Ao Vivo em Todos os Sentidos (2003)
- Marco Zero ao Vivo (2006)
- Valencianas (2014) live met Orquestra Ouro Preto